# Oh Jang-eun
Oh Jang-eun (24 de julho de 1985) é um futebolista profissional sul-coreano que atua como defensor.

## Carreira
Oh Jang-eun representou a Seleção Sul-Coreana de Futebol nas Olimpíadas de 2008.